# 暗伯
暗伯（?—?），又作俺伯、阇伯，元朝唐兀人，僧吉陀之孙，秃儿赤之子。
其父秃儿赤事奉蒙哥。暗伯性格刚毅，有大志。年少入宿卫，因为到敦煌娶亲，遇到战火，于是客居在察合台宗王阿鲁忽之所。忽必烈派使者薛彻干与阿鲁忽通好，被拘留，暗伯设法帮助使者返归元朝，于是受到忽必烈器重。跟随不花帖木儿征察合台汗国占据的于阗，担任权充枢密院客省使。跟随忽必烈征伐宗王乃颜之叛，以战功为克流速不鲁合不周兀等处万户。诸王哈鲁、驸马秃绵答儿等叛，在克流速石巴秃之地交战，暗伯身中七创，鏖战愈力，刺杀秃绵答儿，生擒哈鲁。忽必烈嘉其功，命他为唐兀卫亲军都指挥使，兼佥枢密院事。分立诸色五卫军职，袭替屯戍之法，多是他所更定。历官同佥、副枢、同知，至知枢密院事，在官任上病卒。追赠甘肃等处行中书省右丞、上护军、宁夏郡公，谥忠遂。

## 延伸阅读
[在维基数据编辑]
 《元史/卷133》，出自宋濂《元史》
 《新元史/卷156》，出自柯劭忞《新元史》